# Comuna Acâș, Satu Mare
Acâș (în maghiară: Ákos, în germană: Fürstendorf) este o comună în județul Satu Mare, Transilvania, România, formată din satele Acâș (reședința), Ganaș, Mihăieni și Unimăt.

## Relief
Relieful comunei Acâș este variat. Se observa prezența dealurilor, câmpiei și a unei lunci înguste.
Câmpia Crasnei face parte dintr-o unitate geografică mai mare care este Câmpia Someșului. Este brăzdată de râul cu același nume,Crasna, și ocupă partea centrală și nordică din regiunea hotarului comunei. Relieful actual al șesului s-a conturat în urma retragerii apelor Mării Panonice, care intră asemenea unui golf până la poalele Culmii Codrului și la marginea dealurilor Silvaniei. În urma retragerii apelor mării a rămas un mâl la suprafața scoarței terestre, care a fost ridicat de vânturi și depus sub formă de loess, numit și lut gălbui (Ghițescu, L. 1972, pg. 50). Acest strat poate fi găsit și în zilele noastre și observat la forarea fântânilor , la adâncime de 0,5-1 metri, suprapus peste straturi de nisip și pietriș.
Câmpia Eriului are aceeași origine ca și Câmpia Crasnei. Are un aspect neted dar existența unor microdepresiuni este trădată de părțile mlăștinoase ale acesteia. Prin lucrări de drenare și desecare a mlaștinilor acestea au fost în parte lichidate. Câmpia Eriului se întinde în partea de vest a hotarului comunei care este partea mai înaltă . În această regiune este așezat satul Mihăieni și este de fapt cumpăna apelor Crasnei și Eriului.
Culmea Codrului se întinde până la marginea estică a hotarului comunei și este cunoscută sub numele de Dealurile Beltiugului și Dealurile Dobrei. Suprafața deluroasă este o zonă în care munții s-au prăbușit și stau înecați sub sedimente groase, cu excepția spinării puțin înalte de șisturi cristaline - Culmea Codrului (Ghițescu, L. 1972, pg. 51), cu partea vestică care trece destul de brusc în Câmpia Crasnei.
Dealurile Silvaniei sunt așezate în partea sudică a hotarului comunei și sunt de origine aluvionară, formate din îngrămădiri mari de materiale cărate de ape din munții și dealurile mai înalte. Ele se pierd lent în Câmpia Eriului și mai abrupt în Câmpia Crasnei. În aceste dealuri își au izvoarele Sechereșa și Sforașa care sunt izvoarele de bază ale Eriului și au săpat terase largi pe care se află așezat satul Unimăt.

## Clima
Clima regiunii se încadrează în climatul caracteristic părții de nord-vest a Transilvaniei care are un climat temperat - continental moderat. Această nuanță mai moderată este datorată influenței maselor de aer umed de proveniență oceanică, aduse de vânturile dinspre vest și nord-vest. Vânturile au frecvența cea mai mare din direcțiile de SV; SE; S ( Georgescu, I. 1972, pg.48). Acestea sunt aducătoare de ploi și suflă primăvara, vara și toamna din nord-vest iar iarna viscolește mai mult dinspre nord-est. Vânturile dăunătoare vin din direcțiile aducătoare de precipitații, primăvara spulberând pământul de la suprafață, iar vara aduce ploi puternice cu caracter torențial.

## Hidrografie
Hidrografia este formată din cursuri cu apă permanentă sau temporară. Regimul de apă alimentară al apelor din raza comunei este pluvio-nival. Râurile colectoare sunt Crasna și Eriu. Crasna izvorăște din Munții Meseșului și se varsă în Tisa pe teritoriul Ungariei. Ieșită din încătușarea dealurilor, Crasna își formează o albie cu multe meandre și are un curs leneș cu maluri fără supra-înălțare. Acest râu poate prezenta un pericol pentru hotare și localitate. Cele mai mari inundații au fost în 1970, când nivelul apei a urcat la aproximativ 6 metri și au inundat o mare parte a hotarului și a localității neprotejate de dig.
Eriul își are izvorul în Sechereșa – în pădurea Sechereșa situată în sudul hotarului comunei, în aproprierea localității cu același nume. Străbate hotarul Unimătului împărțind satul în două iar la ieșirea din Unimăt primește un afluent – Sforașa - care izvorăște în pădurea Mocanilor, la marginea sudică a pășunii de la Unimăt. Acesta nu are curs permanent ci se alimentează din ploi și topirea zăpezilor. Cea mai mare parte a anului este fără apă, dar în timpul viiturilor alimentează din belșug cu apă bălțile și mlaștinile ce se întind în hotarul localității Mihăieni. În hotarul Unimătului posibilitățile de inundație au fost ridicate dar lucrările de îndiguiri și desecări făcute în lunca Eriului au redat agriculturii întinse terenuri agricole.

## Flora și fauna
Răspândirea vegetației și faunei este strâns legată de climă și relief.
Vegetația este arborescentă și în păduri este reprezentată prin stejar, carpen, frasin, plop, jugastru, cer și altele. Vegetația caracteristică luncilor râurilor este alcătuită din salcie, răchită, plop, iar malurile Sechereșei și Sforașei sunt întărite prin plantații de salcâmi. Pajiștile întâlnite la pășuni și fânețe au plante caracteristice precum păiușul, obsiga, firuța bulboasă, ghizdeiul, iar în locurile mlăștinoase, specii de rogoz, pipirig și stuf.
Fauna nu este pre bogată dar merită să fie amintite insecte ce se găsesc în număr mare ca libelula, greierii, cosașul verde, lăcusta călătoare, gândacul de colorado ( care provoacă pagube culturilor de cartofi), cărăbușul de mai, rădașca, cărăbușul negru care este prezent în păduri, precum și o mare varietate de fluturi. În râurile comunei se pot găsi specii de pești precum crapul, carasul, linul, bibanul, știuca, somnul, țiparul și altele. Păsările au devenit mai puține datorită asanării mlaștinilor și tăierii arbuștilor de pe câmp. Se întâlnesc mierla, pițigoiul de grădină, prepelița, cioara de semănături, vrabia, potârnichea, guguștiucul, fazanul și rar rața și gâsca sălbatică. Dintre mamifere putem aminti ariciul, hârciogul, dihorul, iepurele de câmp, vulpea, lupul, mistrețul și căprioara. Multe din animalele enumerate sunt obiecte de vânătoare iar altele sunt pe cale de dispariție fiind ocrotite prin lege.

## Demografie
Componența etnică a comunei Acâș
     Romi (40,65%)
     Maghiari (32,18%)
     Români (21,66%)
     Alte etnii (0,22%)
     Necunoscută (5,28%)
Componența confesională a comunei Acâș
     Reformați (27,79%)
     Ortodocși (22,51%)
     Baptiști (15,43%)
     Fără religie (14%)
     Penticostali (10,34%)
     Romano-catolici (3,01%)
     Alte religii (1,47%)
     Necunoscută (5,46%)
Conform recensământului efectuat în 2021, populația comunei Acâș se ridică la 2.728 de locuitori, în scădere față de recensământul anterior din 2011, când fuseseră înregistrați 2.827 de locuitori. Cei mai mulți locuitori sunt romi (40,65%), cu minorități de maghiari (32,18%) și români (21,66%), iar pentru 5,28% nu se cunoaște apartenența etnică. Din punct de vedere confesional, cei mai mulți locuitori sunt reformați (27,79%), cu minorități de ortodocși (22,51%), baptiști (15,43%), fără religie (14%), penticostali (10,34%) și romano-catolici (3,01%), iar pentru 5,46% nu se cunoaște apartenența confesională.

## Politică și administrație
Comuna Acâș este administrată de un primar și un consiliu local compus din 13 consilieri. Primarul, Tamás Dari[*], de la Uniunea Democrată Maghiară din România, este în funcție din 1 noiembrie 2024. Începând cu alegerile locale din 2024, consiliul local are următoarea componență pe partide politice:
|  | Partid                                 | Consilieri | Componența Consiliului | Componența Consiliului | Componența Consiliului | Componența Consiliului | Componența Consiliului |
|  | -------------------------------------- | ---------- | ---------------------- | ---------------------- | ---------------------- | ---------------------- | ---------------------- |
|  | Uniunea Democrată Maghiară din România | 5          |                        |                        |                        |                        |                        |
|  | Partidul Național Liberal              | 4          |                        |                        |                        |                        |                        |
|  | Partidul Social Democrat               | 2          |                        |                        |                        |                        |                        |
|  | Partida Romilor „Pro Europa”           | 1          |                        |                        |                        |                        |                        |
|  | Alianța Maghiară din Transilvania      | 1          |                        |                        |                        |                        |                        |